# Финтинеле (комуна, Сучава)
Финтинеле (рум. Fântânele) — комуна у повіті Сучава в Румунії. До складу комуни входять такі села (дані про населення за 2002 рік):
- Бенешть (1236 осіб)
- Коту-Добей (212 осіб)
- Слобозія (249 осіб)
- Стамате (2079 осіб)
- Финтинеле (1136 осіб)

Комуна розташована на відстані 350 км на північ від Бухареста, 22 км на схід від Сучави, 92 км на північний захід від Ясс.

## Населення
За даними перепису населення 2002 року у комуні проживали 4912 осіб.
Національний склад населення комуни:
| Національність | Кількість осіб | Відсоток |
| -------------- | -------------- | -------- |
| румуни         | 4877           | 99,3%    |
| цигани         | 34             | 0,7%     |

Рідною мовою назвали:
| Мова      | Кількість осіб | Відсоток |
| --------- | -------------- | -------- |
| румунська | 4911           | > 99,9%  |

Склад населення комуни за віросповіданням:
| Релігія       | Кількість осіб | Відсоток |
| ------------- | -------------- | -------- |
| православні   | 4558           | 92,8%    |
| бретрени      | 177            | 3,6%     |
| п'ятдесятники | 175            | 3,6%     |
| баптисти      | 2              | < 0,1%   |

## Зовнішні посилання
- Дані про комуну Финтинеле на сайті Ghidul Primăriilor